# اسماعیل غزنوی
غزنوی. [ غ َ ن َ ] (اِخ) (متوفی به سال ۵۸۲ هَ. ق. = ۱۱۸۶م.) عالی بن ابراهیم بن اسماعیل غزنوی، ملقب به تاج الشریعة، فقیهی حنفی و مفسر بود. او راست «تفسیر قرآن» در دو جزء.
اسماعیل غزنوی فرزند سبکتکین و برادر کوچکتر سلطان محمود غزنوی است.
سه سال قبل از در گذشت سبکتکین، او، اسماعیل را در غزنه به جانشینی خود گمارد و خودش به بلخ رفت. در این زمان محمود (برادر اسماعیل) در نیشابور بود.
پس از مرگ سبکتکین، بر سر جانشینی پدر، بین پسران اختلاف افتاد و بزرگان غزنه با اسماعیل بیعت کردند. محمود خودش را برای جانشینی شایسته تر می‌دانست، به همین دلیل به اسماعیل پیغام داد، از سلطنت کناره گیری کند، ولی اسماعیل قبول نکرد.
بدین ترتیب میان آن‌ها جنگ در گرفت و سر انجام اسماعیل در سال ۳۷۷ ه. ش شکست خورد و بازداشت شد.